# John Lyall
Pour les articles homonymes, voir Lyall.
John Angus Lyall (né le 24 février 1940 à Ilford près de Londres et mort le 18 avril 2006 à Tattingstone dans le Suffolk) est un joueur de football anglais d'origine écossaise, qui évoluait au poste de défenseur, avant de devenir ensuite entraîneur.

## Palmarès

### Palmarès de joueur
West Ham United
- Championnat d'Angleterre D2 (1) :
  - Champion : 1957-58.

### Palmarès d'entraîneur
| West Ham United \| - Coupe d'Angleterre (2) : - Vainqueur : 1974-75 et 1979-80. - Championnat d'Angleterre D2 (1) : - Champion : 1980-81. - Coupe de la Ligue : - Finaliste : 1965-66 et 1980-81. \| \| - Charity Shield : - Finaliste : 1975 et 1980. - Coupe d'Europe des vainqueurs de coupe : - Finaliste : 1975-76. \| |  | Ipswich Town - Championnat d'Angleterre D2 (1) : - Champion : 1991-92.                                           |
| - Coupe d'Angleterre (2) : - Vainqueur : 1974-75 et 1979-80. - Championnat d'Angleterre D2 (1) : - Champion : 1980-81. - Coupe de la Ligue : - Finaliste : 1965-66 et 1980-81. |  | - Charity Shield : - Finaliste : 1975 et 1980. - Coupe d'Europe des vainqueurs de coupe : - Finaliste : 1975-76. |